# 角笛城の合戦
角笛城の合戦（つのぶえじょうのかっせん）は、J・R・R・トールキンの小説『指輪物語』において、サルマンの軍勢とローハン軍との間で戦われた架空の合戦である。
サルマンの軍勢の主戦力はオーク、ウルク＝ハイ、褐色人であり、ローハン軍には旅の仲間の一部のガンダルフ、アラゴルン、ギムリ、レゴラスとファンゴルンの森のフオルンが加勢した。

## 戦いの発端
第三紀3018年9月、ガンダルフはアイゼンガルドを脱出してローハンに逃れ、サルマンがローハンに害意を抱いていることをセオデン王に警告した。この後、サルマンはローハン全体にわたる主権を主張し、ローハンと抗争を始め、王の顧問にしてサルマンの間者、蛇の舌はサウロンの脅威を理由にサルマンに対する消極策を王に進言することになる。
3019年2月25日、アイゼンの浅瀬の合戦で、セオデン王の一人息子セオドレド王子が討ち死にした。
3月2日、アイゼンの浅瀬で再び合戦が起こり、西の谷の領主エルケンブランドは敗退し、撤退、生死不明となった。
同日ガンダルフの一行がエドラスに到着し、セオデンを癒し、蛇の舌の影響力を排除し、囚われていたエオメルを解放するとともに、兵を西に送り、サルマンと雌雄を決するべきことを進言した。王は非武装民を馬鍬砦に避難させ、彼らの指導者としてエオウィン姫を指名し、自身はエドラス近郊から兵を招集してヘルム峡谷に進軍した。途中でエルケンブランドの敗退を知り、角笛城でアイゼンガルドの軍勢を迎え撃つことにした。
一方、サルマンはアイゼンガルドの全軍勢を東に向けて進軍させており、角笛城で両軍は衝突した。

## 経過
ガンダルフは角笛城に入らずセオデン王のもとを離れ、アイゼンガルドへ向かった。
3月3日の夜、王の軍勢は角笛城で浅瀬での敗残兵1000人と合流した。真夜中を過ぎてアイゼンガルド軍は攻城を開始し、ローハン軍が応戦したことで合戦が始まった。アイゼンガルド軍は何度か城門や防壁を攻略しようとして失敗したが、「オルサンクの火」（火薬と思われる）を使用して防壁の一部を吹き飛ばし、防壁を突破して守備側は後退。
夜明けとともに、セオデン王はヘルムの大角笛を吹き鳴らし、城から出陣した。同時にエルケンブランドおよびガンダルフ率いる千人の兵があらわれ、さらにフオルンの森が城の前に出現したため、アイゼンガルド軍は戦意を失い、敗走した。

## 結果
アイゼンガルド軍は壊滅した。フオルンの森のためにオーク、ウルク＝ハイは全滅し、褐色人は多く降伏した。ローハン軍の被害も甚大だった。
戦いの後、ガンダルフ、セオデンとエオメル、近衛士官数名、アラゴルン、ギムリ、レゴラスはアイゼンガルドに赴いた。また、王はローハン全域に対して戦闘可能な者をエドラスに召集する使いを送った。その他のローハン軍の生き残り、褐色人のうち降伏したものは戦死者の埋葬作業をした。
この合戦とエントによるアイゼンガルドの破壊によってサルマンの戦力は消滅し、ローハンにとって西からの脅威は無くなった。

## 『ロード・オブ・ザ・リング/二つの塔』における角笛城の合戦
おおよそは原作に沿った筋書きとなっているが、いくつか相違点がある。
- エオメルは原作では最初から参戦していたが、映画では蛇の舌グリマによって追放されていたため防衛戦に参戦していなかった。だが、終盤にエルケンブランドに代わってガンダルフとともに援軍に現れる。
- 原作では防衛戦はローハン軍のみだったが、映画ではエルロンドの要請を受けたエルフ国ロスローリエンのハルディア率いるエルフ軍が援軍に駆け付け、防壁の守備に就いていた。
- アイゼンガルド軍は原作ではオークやウルク=ハイ、褐色人などの混成軍だが、映画ではウルク=ハイしかいない。